# Chùa Tiên Châu
Chùa Tiên Châu, tức Tiên Châu Tự, còn có tên là chùa Di Đà ; là một ngôi chùa cổ nhất ở tỉnh Vĩnh Long (Việt Nam).

## Nơi tọa lạc
Chùa Tiên Châu nằm trên bãi Tiên, bên tả ngạn sông Cổ Chiên, thuộc cù lao An Bình (tên tục là cù lao Táng). Xưa nơi đây thuộc làng Bình Lương và An Thành (nay là ấp Bình Lương, xã An Bình ), huyện Long Hồ, tỉnh Vĩnh Long.
Mặc dù chỗ ngôi chùa tọa lạc cách trấn thành Vĩnh Long không xa (chỉ cách có con sông Cổ Chiên), song ở đây không khí tĩnh mịch, cây cối tốt tươi, nhà ở thưa thớt. Theo truyền thuyết, vào những đêm trăng thanh gió mát, thỉnh thoảng có tiên nữ xuống trần tắm gội và đùa giỡn. Do đó, bãi sông này được đặt tên là bãi Tiên (Tiên Châu) hay bãi Bích Trân. Ngoài ra, vì vùng đất này có nhiều rạch nhỏ, ghe thuyền có thể qua lại dễ dàng nên còn tên là bãi Bát Tân (có nghĩa là đi bốn phương tám hướng).
Nói về chùa Tiên Châu, trong sách Đại Nam nhất thống chí có đoạn:
Chùa Di Đà ở trước bãi Bích Trân, thuộc địa phận huyện Vĩnh Bình, do Hòa thượng Hoàng Đức Hội dựng, nước chảy vòng quanh, am viện thanh u, tục gọi chùa Tiên Châu, lại gọi là chùa Tô Châu.
Nói về bãi Tiên, trong sách Gia Định thành thông chí có đoạn:
Ở phía bắc trấn thành, chu vi 12 dặm, sắc cây xanh biếc, ánh nước long lanh như ngọc bích. Lại có tên là Bát Tân, ý nói bến nước thông cả tám hướng. Nơi này làm cồn cát bảo vệ cho sông Long Hồ, hai bên khép lại như cái vạt áo, quanh vòng ôm lấy hai thôn Bình Lương và An Thành. Bên bờ có những ngư dân phơi lưới, treo tơi, ẩn hiện nơi ngọn rừng, gốc cây. Sông thu thuyền câu giỡn nguyệt, hát hò dưới rặng bần, lênh đênh bên cồn cát trắng, bập bềnh qua lại, tạo nên lạc thú của dân chài .

## Lịch sử và lối kiến trúc

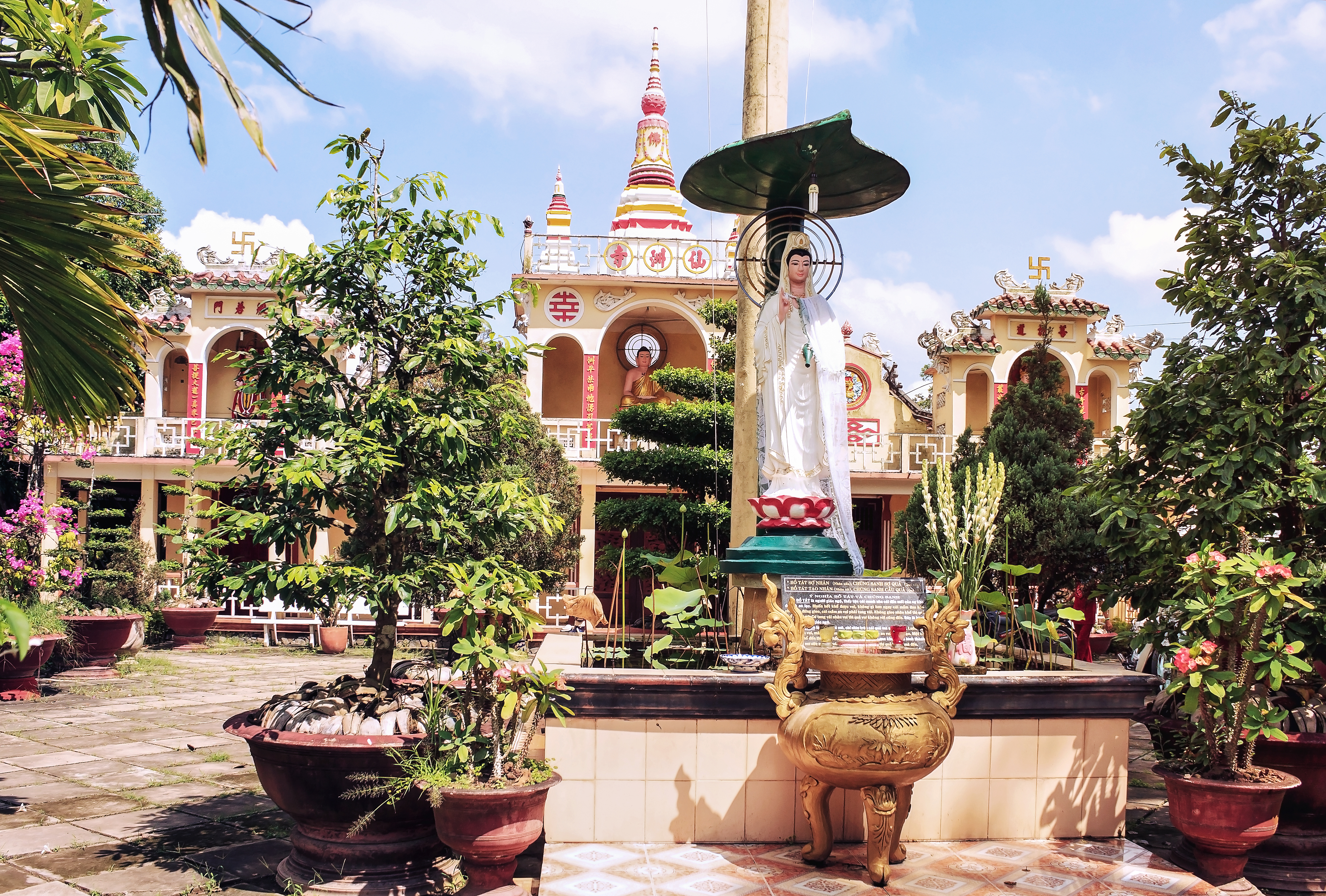
Chùa Tiên Châu

Theo bài viết về chùa Tiên Châu của tác giả Trần Thành Trung, thì khoảng giữa thế kỷ 18 ở nơi bãi Tiên đã có một am nhỏ bằng tranh tre vách lá, gọi là am Bãi Tiên. Người gầy dựng là Hòa thượng Giác Nguyên (trụ trì: ? -1801), người gốc Thừa Thiên, đệ tử của Thiền sư Liễu Quán (? - 1743), theo phái Tịnh độ tông, thờ Phật A-di-đà 
Năm 1801, sau khi Hòa thượng Giác Nguyên viên tịch, Ni sư Diệu Thiện đến chăm nom am Bãi Tiên. Đến đây, ni sư đã vận động tín đồ và khách thập phương quyên góp tiền của, cất lại am, rồi đổi tên gọi là chùa Bãi Tiên.
Tiếp theo là Giáo thọ Huỳnh Văn Lương (trụ trì: 1828), Hòa thượng Tăng Chiếu (trụ trì: 1829-1858), và đến khi Hòa thượng Hoàng (hay Huỳnh) Đức Hội (pháp danh Tánh Minh, đời 39 phái Lâm Tế dòng Liễu Quán) làm trụ trì (1858-1881), thì chùa Bãi Tiên được tạo dựng lại bằng gỗ (do những người buôn gỗ từ Campuchia về bán ở chợ Vĩnh Long hỷ cúng), rồi đổi tên là Tiên Châu Di Đà Tự. Cho nên sách Đại Nam nhất thống chí ghi Hòa thượng Hoàng Đức Hội chính là người đã "dựng" chùa Tiên Châu.
Chùa Tiên Châu do Hòa thượng Hoàng Đức Hội dựng có hình chữ "tam", gồm ba gian nối liền nhau là chánh điện, hậu tổ và hậu liêu. Trong chùa có tất cả 96 cột gỗ tròn bằng danh mộc, các kèo, xuyên, trính bằng căm xe, gõ đỏ được chạm trỗ khéo léo của các nghệ nhân địa phương và từ Huế vào.
Sau đó, chùa Tiên Châu còn được trùng tu nhiều lần, mà lần sửa đổi quan trọng nhất là vào năm Kỷ Hợi (1899). Khi ấy chùa có bốn gian, gồm tiền đường, chánh điện, trung đường và hậu tổ. Mỗi gian đều làm theo kiểu tứ trụ, được nới rộng theo chiều ngang dọc nhờ các kèo đấm kèo quyết. Bộ giàn trò bằng gỗ quý, mái ngói âm dương, xung quanh đóng vách bổ kho.
Vào khoảng năm 1945, quân đội Pháp đến tái chiếm Vĩnh Long. Từ dưới tàu chiến dàn ở sông Cổ Chiên, họ đã nã đại bác lên bờ. Đạn bay tới tấp vào chùa, nhưng chỉ trúng các cột kèo, còn các tượng Phật chẳng xây xát gì.
Đến sau Tết Mậu Thân (1968), chùa lại bị chiến tranh làm cho hư hại nhiều. Vì thế, ông Đốc phủ Võ Văn Châu đã đứng bán 5 cây sao của chùa đồng thời vận động tín đồ và khách thập phương, để có tiền trùng tu lại chùa. Theo bản thiết kế của Hòa thượng Thiên Hương từ Sài Gòn đem về, nội điện vẫn giữ như cũ, dựng lại mặt tiền bằng vật liệu bê tông. Sau đó, chùa có chiều dài 46 mét, rộng 20 mét. Trên nóc có 5 ngọn tháp, tháp ở giữa là lớn hơn cả, chánh giữa tháp treo biển Tiên Châu Tự.
Năm 2009, cổng chùa Tiên Châu lại được xây mới, và toàn bộ ngôi chùa cũng được sơn phết lại.

## Bên trong chùa

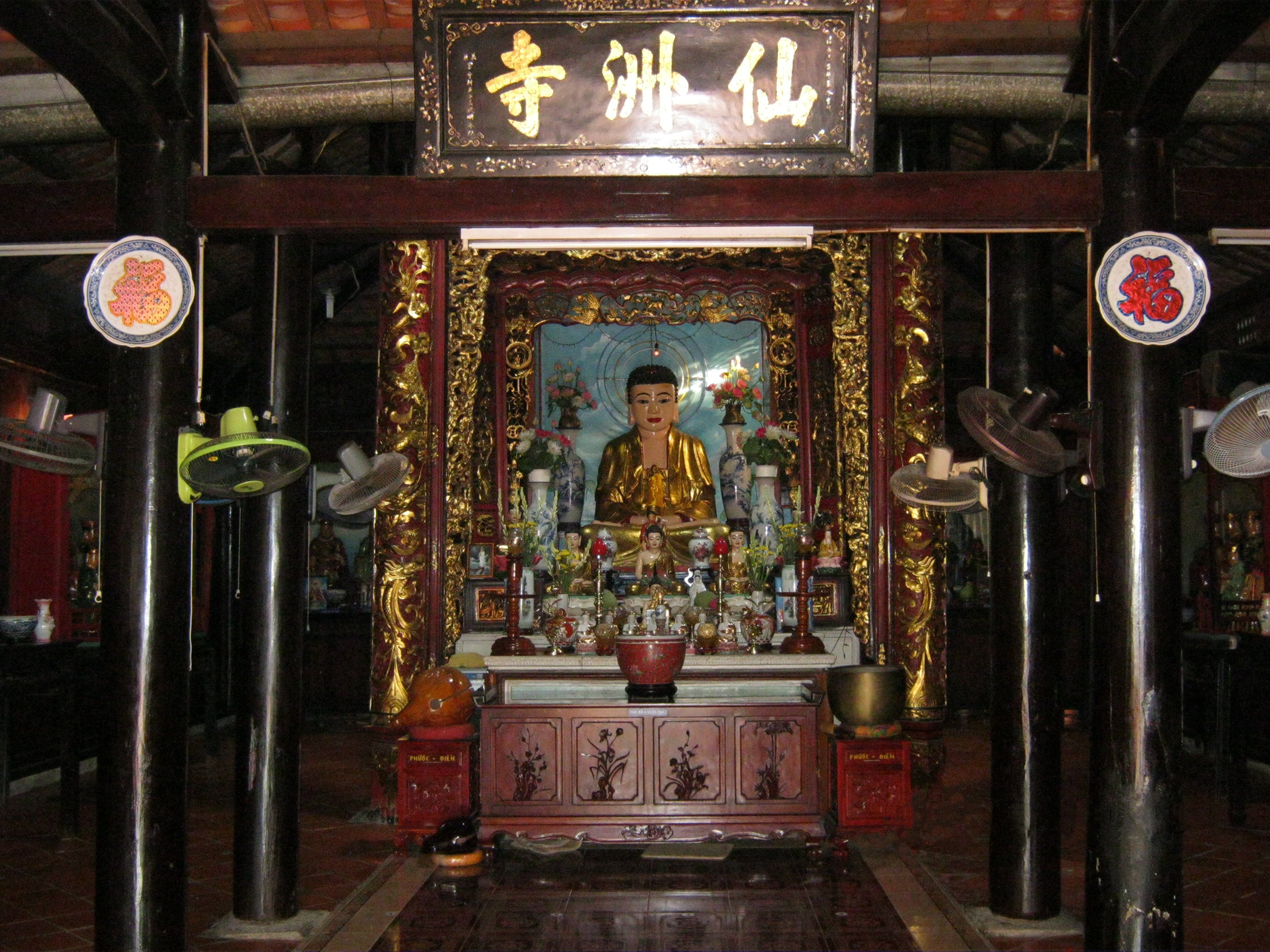
Bên trong chính điện chùa Tiên Châu

Nội điện chùa Tiên Châu hiện nay được trang trí đẹp đẽ. Giữa tứ trụ là một khánh thờ, bên trong tôn trí một pho tượng Phật A-di-đà lớn bằng đất sét. Hai bên khánh thờ có câu đối sơn mài, khắc dòng chữ: 
Phật nhật tăng huy vĩnh thùy vạn cổ
Pháp luân thường chuyển biến thập phương.
Nghĩa là: 
Phật nhật sáng soi muôn đời chiếu rọi
Pháp luân luôn chuyển vạn nẻo biến thiên.
Dưới tượng A-di-đà là bộ tượng Tam Thế, tượng Thích Ca tọa thiền, Thích Ca sơ sinh. Phía sau, đâu lưng với tượng A-di-đà là tượng Phật Di-lặc cũng khá lớn. Hai bên vách hông là khánh thờ các vị thần thánh khác, như: Địa Tạng Bồ Tát, Phật Chuẩn Đề, Tổ Bồ-đề-đạt-ma, Ngọc Hoàng Thượng đế, Thập Điện Diêm Vương, Nam Tào, Bắc Đẩu, Tiêu Diện Đại Sĩ, Hộ pháp... 
Trung Đường và nhà tổ là nơi thờ các vị sư tiền bối và các thiện nam, tín nữ đã quá vãng. Đây cũng là nơi tiếp khách nên treo rất nhiều tranh khuyến thiện và những câu đối rất có ý nghĩa, như: 
Mộ cổ thành chung, cảnh tỉnh ái hà danh lợi khách.
Kinh thanh Phật hiệu, hoán hồi khổ hải mộng mê nhân.
Nghĩa là:
Sáng trống chiều chuông, cảnh tỉnh khách say dòng danh lợi
Lời kinh hiệu Phật, đổi thay người mộng mê trong biển khổ.
Hiện chùa vẫn còn lưu giữ được nhiều hiện vật có giá trị văn hóa nghệ thuật cao như tượng Phật Di-lặc, bộ bao lam chạm Thập bát La hán, cùng nhiều bức tranh, liễn đối được chạm khắc rất tinh tế có từ thế kỷ 19 như tứ linh, tứ quý, v.v...
Là một ngôi cổ tự có nhiều giá trị vật chất lẫn tinh thần, nên ngày 12 tháng 12 năm 1994, chùa Tiên Châu được ngành chức năng công nhận là "Di tích Lịch sử-Văn hóa" cấp quốc gia.

## Trong thơ ca

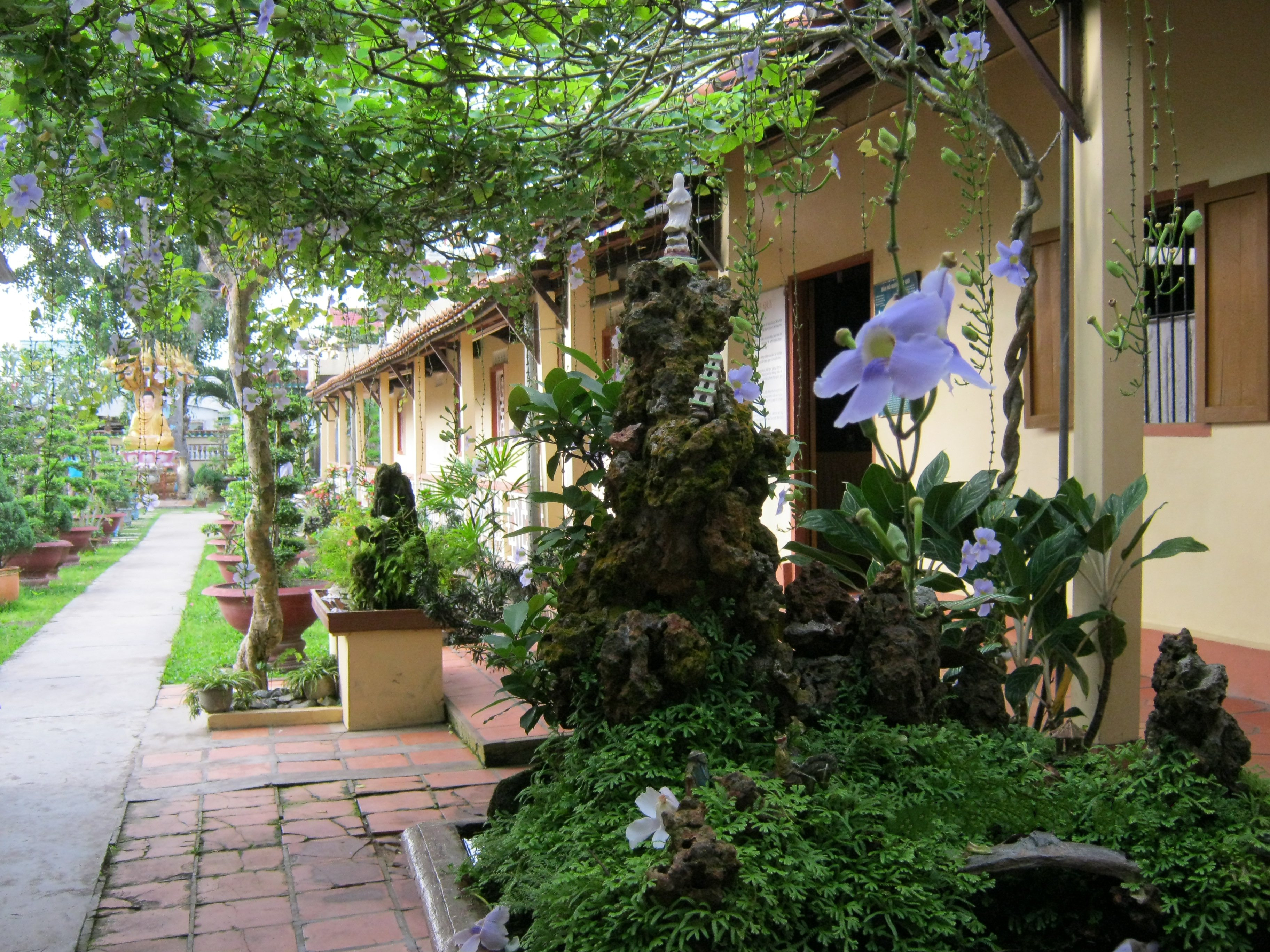
Bên hông phải chùa Tiên Châu

Chùa Tiên Châu là một ngôi cổ tự đẹp đẽ, bãi Tiên là một thắng cảnh. Do đó, từ xưa đến nay có nhiều tài tử giai nhân đến viếng cảnh, ngâm vịnh. Đáng chú ý có bài của Đốc phủ sứ Nguyễn Hữu Đức như sau:
Tiên Châu giăng trước Vĩnh Long thành
Đây rộn rịp nhiều đó vắng tanh.
Khuất nửa cỏ cây nhà trắng trắng,
Chia hai trời nước liễu xanh xanh.
Cảnh người ngày tháng ba thằng mục,
Chùa Phật hôm mai một tiếng kình.
Danh lợi vì đây lòng chẳng tưởng,
Bốn mùa phong cảnh có ai tranh.